# Francesco Zabarella
Francesco Zabarella, född 10 augusti 1360 i Piove di Sacco, död 26 september 1417 i Konstanz, var en italiensk prelat och skriftställare.
Zabarella var 1390–1410 juris professor i sin födelsestad. Därunder kom han att få stor kyrkohistorisk betydelse, då han och andra ansedda kanonister i Padua och Bologna anslöt sig till den medlande teori i fråga om kyrkans reformation, som utvecklats i Paris och som menade, att påven visserligen hade plenitudo potestatis, men att konsiliet dock i nödfall stod över påven. 
Zabarella med flera uttalade sig för, att i tidens kyrkliga nöd kardinalerna måtte sammankalla ett konsilium. Så kom det första reformatoriska kyrkomötet i Pisa till stånd. När Padua 1410 kom under Venedig, flyttade Zabarella till Florens, valdes av denna stads invånare till ärkebiskop samt upphöjdes 1411 av motpåven Johannes XXIII till kardinaldiakon med Santi Cosma e Damiano som diaconia och sändebud hos kejsar Sigismund. 
Zabarella deltog i Konstanzkonsiliet, särskilt i processen mot Jan Hus och arbetet för påveschismens hävande, och dog därunder av överansträngning. Bland hans arbeten kan nämnas Commentarii in Decretales et Clementinas (6 folioband), Acta in conciliis Pisano et Constantiensi, De felicitate och De schismate (3 band, länge placerad på index.